# Felix und Regula

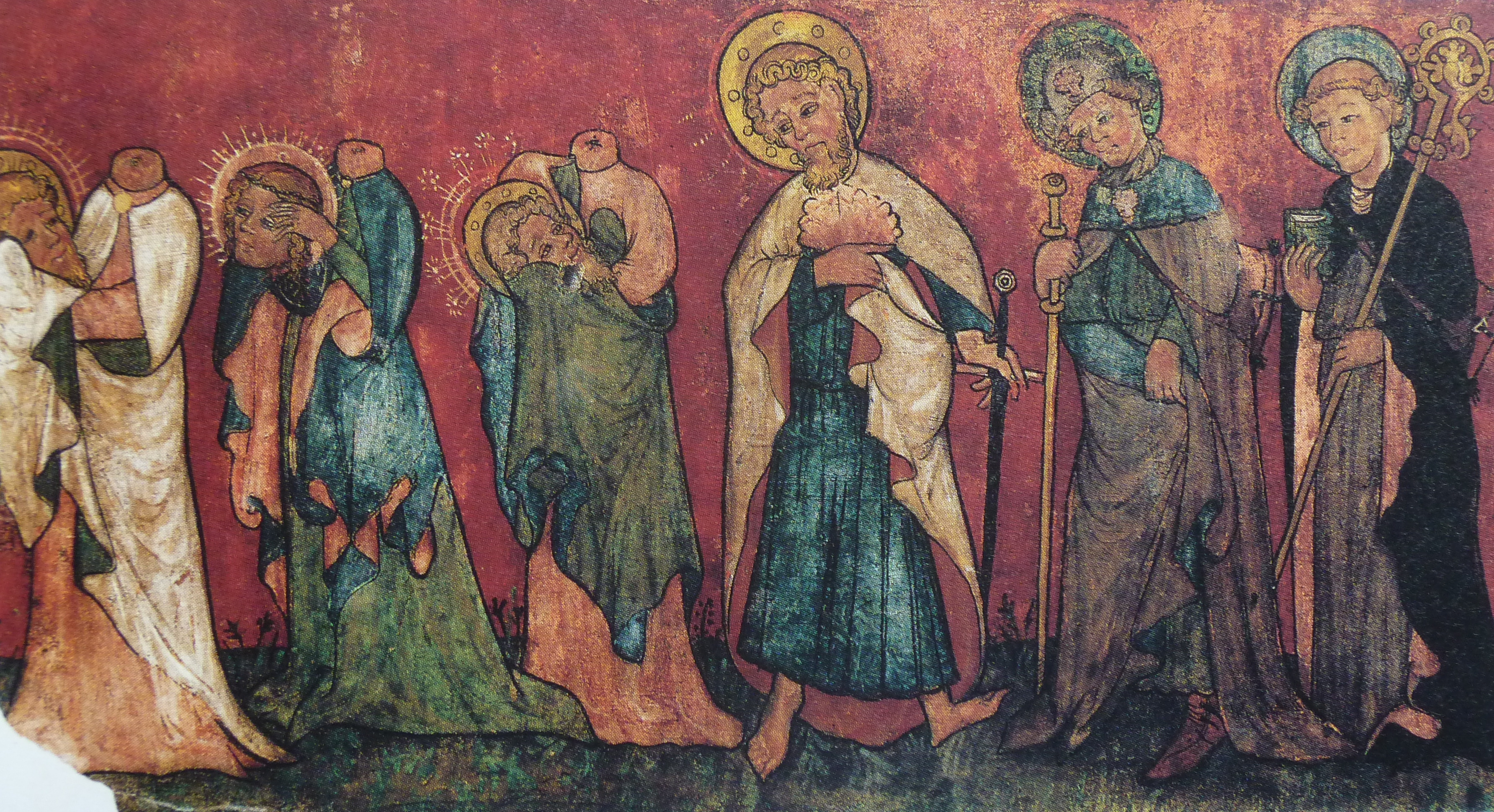
Zürcher Stadtheilige auf einem Fresko im «Haus zum Königsstuhl» an der Stüssihofstatt in Zürich, um 1400/1425

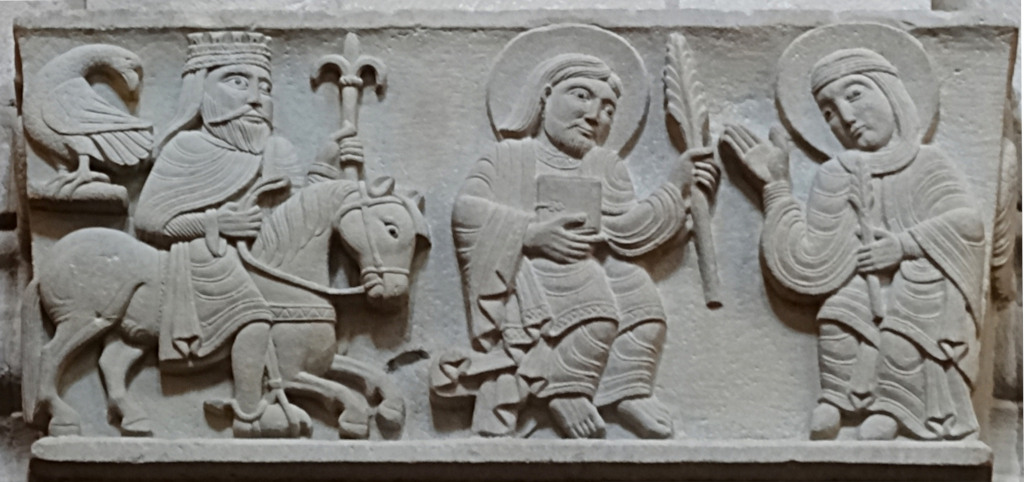
Das «Kaiserrelief» (12. Jh.) auf einem Pfeilerkapitell im Grossmünster, Zürich, zeigt Karl den Grossen, dessen Pferd an der Stelle des Grabes von Felix und Regula auf die Knie sinkt. Daneben sind die beiden Heiligen dargestellt. Die Stadtheiligen sind mit Märtyrerpalme, aber noch nicht wie später üblich enthauptet gezeigt.

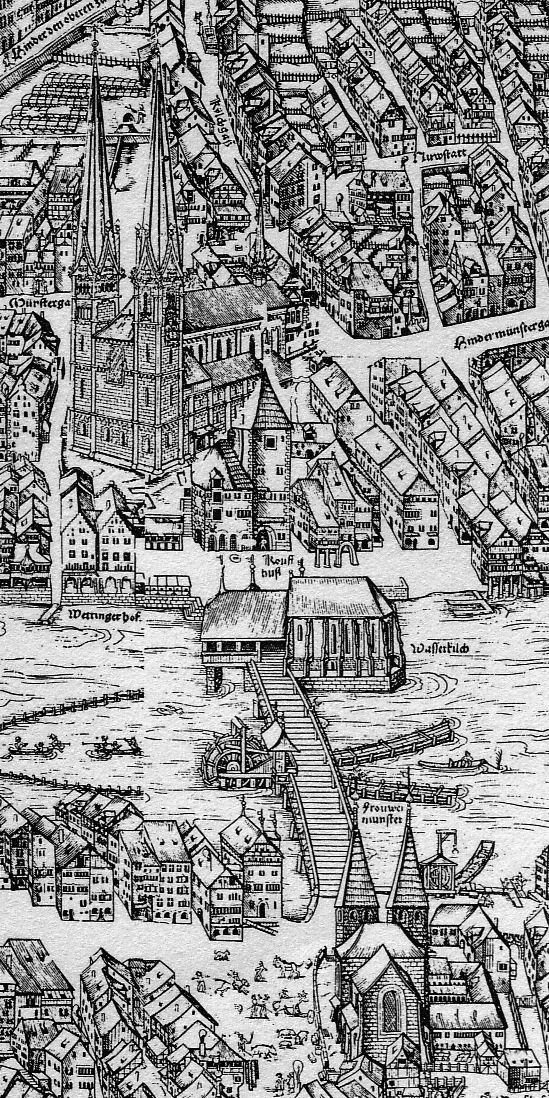
Grossmünster (Grablege der beiden Heiligen), Wasserkirche (Hinrichtungsstätte) und Fraumünster (Reliquien) bildeten im Mittelalter eine Prozessionsachse im Herzen der Stadt Zürich. Ausschnitt aus dem Plan des Jos Murer von Zürich aus dem Jahr 1576.

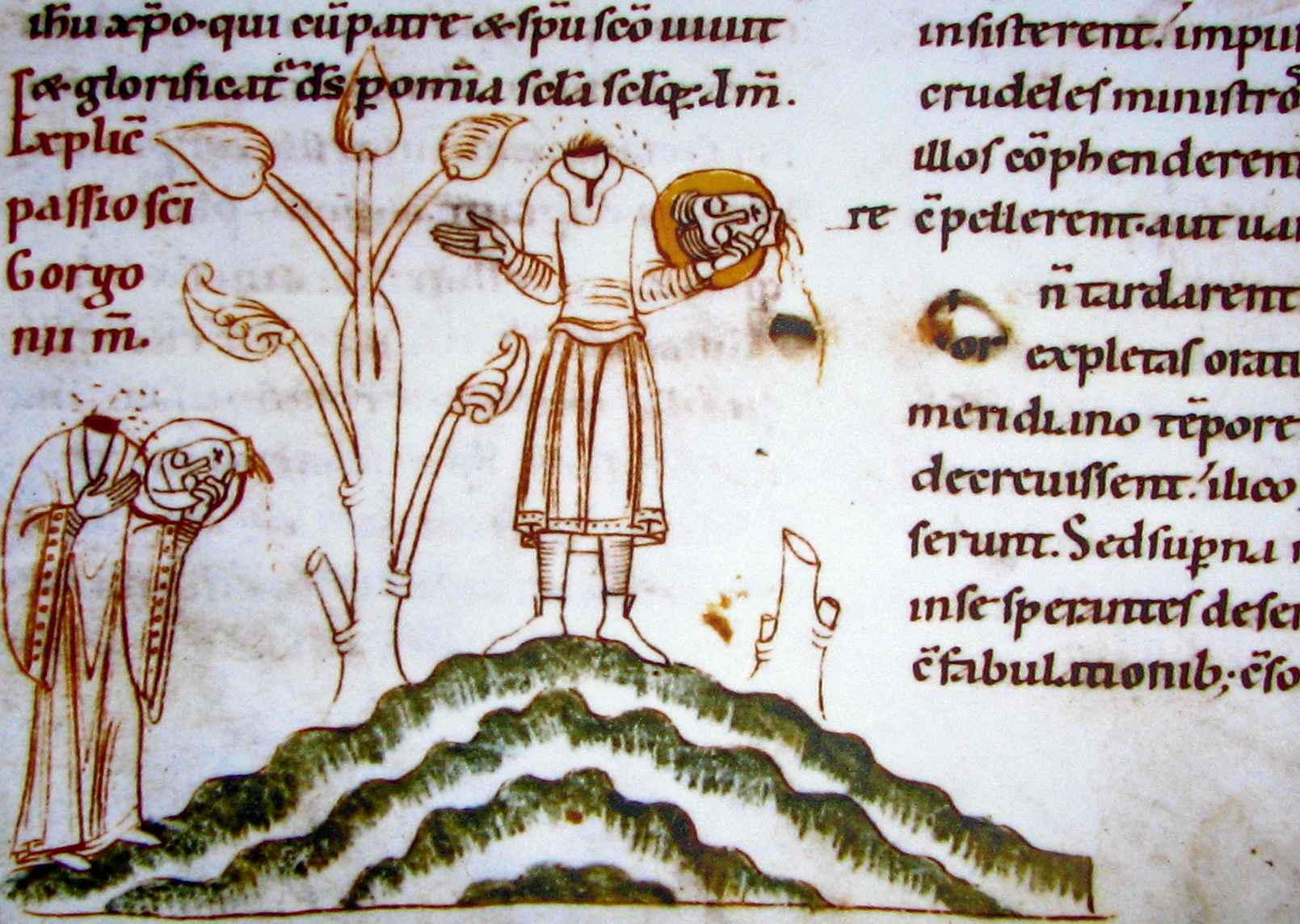
Älteste bekannte Darstellung der Stadtheiligen. Stuttgarter Passionale aus dem Jahr 1130, Württembergische Landesbibliothek Stuttgart

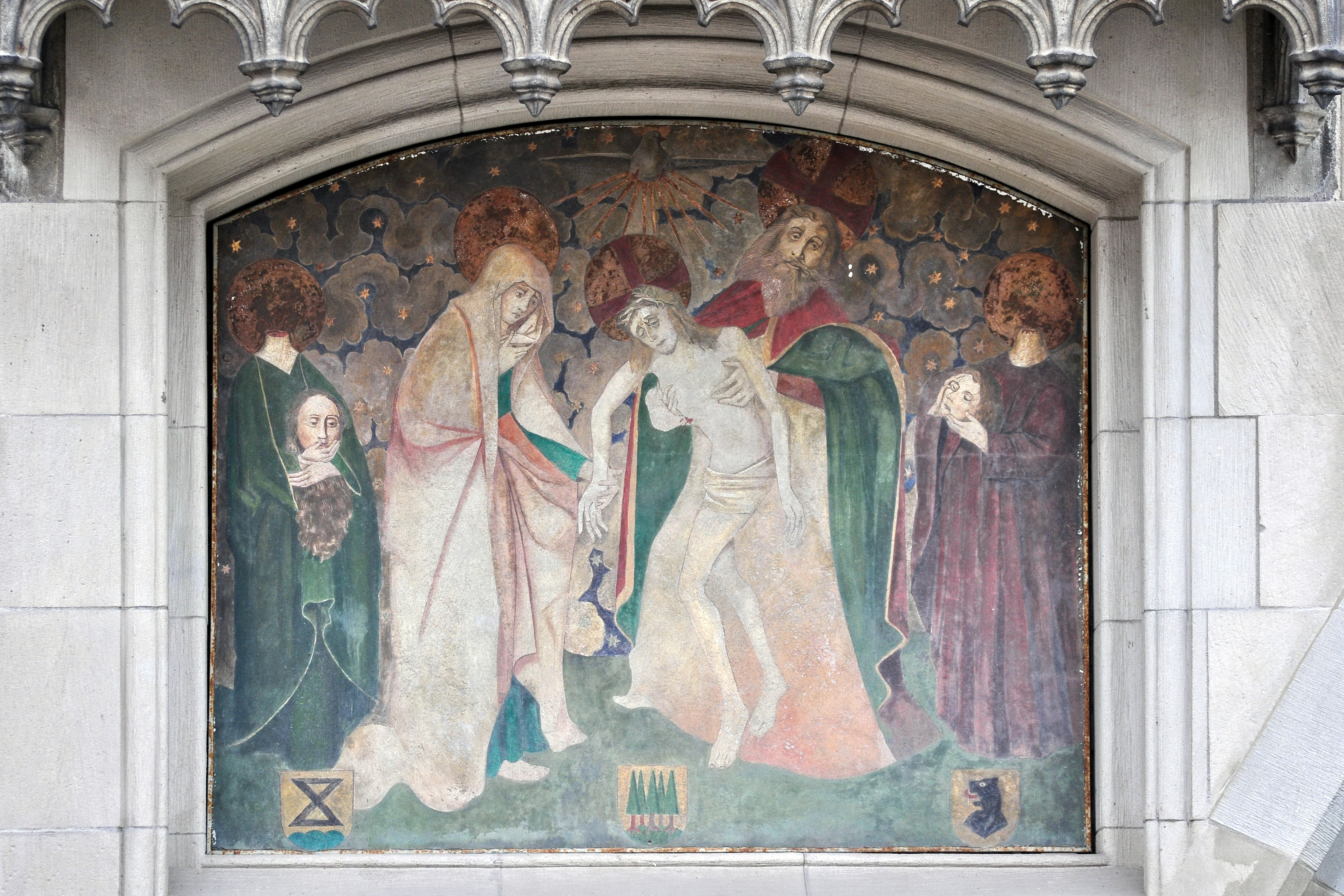
Von Hans Waldmann gestiftetes Wandbild der Stadtheiligen an der Nordfassade des Fraumünsters, gestiftet um 1478

Felix und Regula sind zwei der drei Zürcher Stadtpatrone und Heilige der Koptisch-orthodoxen und Römisch-katholischen Kirche. Laut einer Legende des Frühmittelalters starben sie bei der diokletianischen Christenverfolgung als Märtyrer. Der dritte Stadtpatron, Exuperantius, ist dagegen erst seit dem 13. Jahrhundert als Figur in der Legende der Heiligen Felix und Regula überliefert. Die beiden Heiligen gehören zur Gruppe der Cephalophoren («Kopfträger»).
Bis zur Reformation wurden Felix und Regula in Zürich verehrt, und das Grossmünster, die Wasserkirche sowie das Fraumünster sind ihnen gewidmet. Ihr Gedenktag ist der 11. September.

## Die Legende

### Frühkarolingische Fassung
Die älteste Verschriftlichung der Legende von Felix und Regula liegt in der Stiftsbibliothek St. Gallen vor, in einer Handschrift aus der zweiten Hälfte des 8. Jahrhunderts (Codex 225 ff., S. 473–478).
Eine Abschrift dieses Textes liegt ausserdem vor in einer Handschrift aus der zweiten Hälfte des 9. Jahrhunderts (Codex 550).
Der Text aus Cod. 225 ist vermutlich eine Abschrift einer Zürcher Quelle, für die aber ein um ein Weniges höheres Alter angenommen wird. Die Entstehung der Legende ist damit kaum früher als um die Mitte des 8. Jh. anzusetzen; sie ist somit wesentlich jünger als die Verehrung der Thebäischen Legion, die in der Passio acaunensium martyrum, dem ältesten schriftlichen Zeugnis aus dem Gebiet der Schweiz überhaupt, bereits im späten 4. Jahrhundert überliefert wurde.
Die Legende gehört zur Gattung der Martyriumsgeschichten, die in der christlichen Hagiographie eine eigene Unterart bildet. Sie ist überschrieben mit «Passio sanctorum Felicis et Regula» («Leiden der Heiligen Felix und Regula»).
Als Zeitraum und Hintergrund der Geschichte dient die diokletianische Christenverfolgung, die von 302 bis 305 andauerte und das Leben zahlreicher Christen forderte. Diokletian hatte Maximian im Jahr 286 zu seinem Mitkaiser ernannt. Als zweiter Regent erscheint er in vielen Märtyrerberichten als Urbild des tyrannischen Christenverfolgers.
Nach der Passio sollen die Geschwister Felix und Regula zusammen mit ihren Gefährten vom Kommandanten der Thebäischen Legion, Mauritius, «zur Wanderschaft berufen» worden sein. So entgingen sie dem Martyrium der Thebäischen Legion, die um 302/03 n. Chr. bei Agaunum (heute Saint-Maurice) im Wallis summarisch hingerichtet wurden.
Die Pilger seien durch das Glarnerland gezogen und schliesslich entlang der Linth zum Zürichsee gelangt.
Die Beschreibung des Glarnerlandes als «wüste und öde Gegend» veranschaulicht hierbei das harte Leben eines Pilgers und ist somit nicht wörtlich zu verstehen. Der Ort war sowohl in der Spätantike als auch in karolingischer Zeit gut besiedelt.
Sie schlagen am Ausfluss der Limmat, nahe dem Kastell Turicum (Zürich), ihre Zelte auf und verbringen einige Zeit mit Fasten und im Gebet.
Der grausame Kaiser Maximian schickt ihnen aber seine Häscher nach. Mittags, als die Heiligen gerade ihr Gebet verrichten, werden sie von den kaiserlichen Soldaten überrascht. Ihr Anführer Decius stellt ihnen die Frage, ob sie Christen und Gefährten von Mauritius, Exuperius, Candidus und Viktor seien. Felix bestätigt dies unumwunden.
Decius verlangt nun, dass die Pilger die Götter Jupiter und Merkur anbeten. Als sie sich weigern, werden sie einer Reihe von grausamen Foltern ausgesetzt, die die Heiligen freudig erdulden. Schliesslich befiehlt Decius, die Heiligen zu enthaupten.
Die Hinrichtung findet am Ufer der Limmat statt (von der Limmatinsel der Wasserkirche, wo die Hinrichtungsstätte später lokalisiert wird, ist noch keine Rede). Die Enthaupteten hätten danach ihre Häupter in die Hände genommen und sie vierzig dextri (Schritte) weit auf jenen Hügel, 200 dextri vom Kastell entfernt, getragen, wo sie nun ruhen.

«Decius, der grausame Tyrann, befahl ihnen, den Nacken zu neigen, um ihre Häupter abschlagen zu lassen. Als die heiligen Märtyrer das gehört hatten, besangen sie den Herrn und sagten: ‹Deine Wege, Herr, zeige uns, und deine Pfade lehre uns, denn du bist Gott, unser Heiland.› Nachdem sie aus einem Munde einmütig zum Herrn Jesus Christus inständig gebetet und dabei die Hände zum Himmel ausgestreckt hatten, neigten sie ihre Nacken, und als die gedungenen Mörder ihre Häupter abschlugen, starben sie für den Herrn einen ruhmreichen Tod. Und siehe, eine Stimme singender Engel und Heiliger wurde gehört, sie sagte: ‹Ins Paradiess mögen euch die Engel führen und mit Herrlichkeit die Märtyrer euch aufnehmen.›»

Auf dem Hügel, wo die Heiligen bestattet wurden und noch «mit grossem Schmuck ruhen», seien bereits von alters her viele Blinde und Lahme geheilt worden. Das Fest der Heiligen werde am dritten Tag vor den Iden des Septembers gefeiert, also am 11. September.
Am Ende der Passio wird berichtet, die Geschichte von Felix und Regula sei dem heiligen Mönch Florencius durch den Heiligen Geist offenbart worden.
Stadler (2008) geht davon aus, dass Florencius ein alemannischer Mönch in Zürich war, der im 8. Jahrhundert die Legende als erster aufschrieb.
Iso Müller war in seiner Ausgabe des Textes von 1971 zurückhaltender, für ihn bleibt Florencius «ein Unbekannter». Ältere Historiker sehen einen «Florentinermönch», lesen also florencius als Herkunftsangabe und nicht als Eigennamen.
Die moderne Forschung geht davon aus, dass der Anlass für die Niederschrift die Auffindung eines ausserordentlichen Grabes aus der Römerzeit war. Über der Grabstätte entstand dann im 9. Jahrhundert das Zürcher Grossmünster.
Die Passio bedient sich in Stil und Wortwahl stark an der Heiligen Schrift. Teilweise entstammen ganze Stellen wörtlich aus der Vulgata. Nebst diversen Psalmen wurden gewisse Redewendungen aneinandergereiht, wie sie in der lateinischen Bibel häufig vorkommen. «Zelte aufschlagen» für Wohnen, «dem Herrn anhängen», «mit Fasten und Wachen», «Tag und Nacht in Gebeten und im Wort Gottes verharren». Zusammengefügt ergeben diese Fragmente dann den Satz «… wo sie ihre Hütten aufschlugen und dem Herrn treu und fromm ergeben anhingen, indem sie Tag und Nacht in Fasten, Nachtwachen, Gebeten und im Wort Gottes verharrten». An anderen Stellen wiederum sind biblische Sätze paraphrasiert, so ist der Satz «Unseren Leib hast du zwar in deiner Gewalt, unsere Seelen aber hast du nicht in deiner Gewalt, sondern allein Gott, der uns gebildet hat» eine Abwandlung von Jesu Ermahnung «Fürchtet euch nicht vor denen, die den Leib töten, sondern fürchtet vielmehr den, der Seele und Leib verderben kann in der Hölle» (Mt 10,28).
An einigen Stellen wird der biblische Wortlaut abgeändert. Etwa die Stelle «Kommt ihr Gesegneten meines Vaters, empfangt das Reich, das euch Gott seit Anbeginn bereitet hat» weicht von der Überlieferung der Vulgata (Mt 25,34) ab. Die Verheissung der Heiligen «Ehre sei Gott in der Höhe und Frieden auf Erden den Menschen, die guten Willens sind. Herr Jesus Christus, wir loben dich, wir preisen dich in die Ewigkeiten der Ewigkeit. Amen» stimmt mit der Version überein, die in karolingischen Liturgiebüchern gelehrt wird. Der Satz der singenden Engel gegen Ende der Passio «Ins Paradies mögen euch die Engel führen und mit Herrlichkeit die Märtyrer euch aufnehmen» stammt zudem aus der gelasianisch-gallikanischen Totenliturgie des 8. Jahrhunderts, wie sie auf dem Weg von der Kirche zum Friedhof gebetet wurde. In gewissen Beerdigungsriten der katholischen Kirche begleiten diese Worte auch heute noch die Toten ins Grab. Die Passio ist die älteste Quelle, die das Gebet in vollem Wortlaut wiedergibt.

### Spätere Überlieferung
Ausgehend von der ersten Niederschrift in Latein, verbreitete sich die Legende in den folgenden Jahrhunderten.
Die Figur des Exuperantius taucht erst im 13. Jahrhundert auf und war nicht Teil der frühmittelalterlichen Legende.
Die letzte mittelalterliche Nacherzählung stammt vom Zürcher Chronisten Heinrich Brennwald. Die Entstehung seiner Schweizer Chronik, die auch eine Neufassung der Legende enthielt, fiel in die Jahre 1508 bis 1516, die Zeit kurz vor der Reformation. Sein Manuskript wurde massgeblich von seiner Verehrung für die katholische Kirche und die Heiligen Felix und Regula beeinflusst, obwohl er im Frühjahr 1523 zum neuen Glauben überwechselte.
Brennwalds Chronik steht in der Tradition der Schweizer Chroniken des 15. Jahrhunderts und ist auf Deutsch verfasst.
Damit ist auch seine Schilderung der Heiligenlegende die erste überlieferte deutschsprachige Version der Erzählung.
Sie stellt den voll ausgebauten Zustand der Heiligenlegende am Vorabend der Reformation dar.
1576 wurde die Chronik vom Wettinger Abt Christoph Silberysen ein weiteres Mal veröffentlicht. Dieser liess in seiner Version noch kolorierte Federzeichnungen hinzufügen.
Brennwalds Erzählung ist etwas länger als die karolingische Fassung und fügt einige Elemente hinzu, stimmt aber in vielen Details noch exakt mit der ältesten Passio überein. Das Land Glarus wird auch hier noch als «ruch und unerpuwen» beschrieben. Die Heiligen bauen sich auch hier «kleini hüttli» am Limmatufer als Wohnungen usw.
Im Unterschied zur Beschreibung einer ganzen Schar von Märtyrern, also Felix, Regula und eine unbekannte Zahl von Gefährten (socii), ist hier spezifisch nur noch von drei Personen die Rede, den Geschwistern Felix und Regula sowie Exuperantius, ihrem Diener, der als alter Mann beschrieben wird (mit Exeprancio, irem diner, der ein alt man was).
Das Lager der Heiligen habe sich dort befunden, wo jetzt die Wasserkirche steht, und sie seien bei ihrer Gefangennahme bei dem Brunnen gesessen, der unter dem Altar der Wasserkirche eingefasst wurde.
Bei Brennwald ist Decius nicht mehr ein Häscher, der die Heiligen seit dem Wallis verfolgt hat und nun einholt, stattdessen ist er der Landvogt des Kastells Turicum, der den Auftrag erhält, die Flüchtigen abzufangen.
Decius schickt seine Diener in das Lager der Heiligen, um sie gefangen zu nehmen. Durch ein Wunder werden die Heiligen aber für die Diener unsichtbar, und Felix entscheidet sich, sich den Dienern bemerkbar zu machen, um die Märtyrerkrone zu erlangen.
Die Heiligen werden nun nicht direkt vor Ort gefoltert und hingerichtet, sondern sie werden zunächst gefangen nach Zürich gebracht und Decius vorgeführt.
Die Folterungen finden zunächst auf der Hofstatt des späteren Klosters Oetenbach statt und danach im Kerker des Kastells, an der Stelle, wo später die Lindenhofkapelle erbaut wurde (wo auf dem Lindenhof diese Kapelle genau stand, ist heute unbekannt, sie war jedenfalls Station in den ab 1271 belegten Prozessionen der Heiligenreliquien zwischen Wasserkirche, Grossmünster und Fraumünster).
Schliesslich beschliesst Decius, die Heiligen seien mit dem Schwert hinzurichten. Dazu werden sie wieder an den Ort ihrer Gefangennahme zurückgeführt. Die enthaupteten Heiligen tragen ihre Häupter mit ir henden an ir prust getruckt uf den nechsten büchel, wol fierzig ellenbogen hoch. Sie seien von Christen heimlich bestattet worden.
Datiert wird das Geschehen auf das Jahr 312.

## Der Festtag
Die Passio endet mit dem Hinweis, dass das Fest der Heiligen am dritten Tag vor den Iden des September (III Idus Septembris) gefeiert wird, also am 11. September.
Im mittelalterlichen Zürich wurde der Festtag der Stadtheiligen mit einer Prozession begangen. Konrad von Mure beschreibt in seinem Liber Ordinarius den Verlauf dieser Prozession im 13. Jahrhundert.
Obwohl die Reformation den Heiligenkult unterdrückte, behielt Zwingli den 11. September als Feiertag bei.
Bis im 19. Jahrhundert fand an diesem Tag die Zürichilbi statt. Das Zürcher Knabenschiessen, eine vormilitärische Übung, fand seit dem 17. Jahrhundert an diesem Tag im Sihlhölzli statt. Bei seiner modernen Wiedereinführung 1899 wurde das Knabenschiessen allerdings auf das zweite Septemberwochenende verlegt, fällt nun also auf den ersten Samstag vor oder nach dem alten Feiertag.
Der Ursprung des Datums wurde in der Forschung des frühen 20. Jahrhunderts kontrovers diskutiert. Germain Morin (1927) vertrat die Ansicht, die Zürcher Stadtheiligen seien ursprünglich aus einem spätantiken Martyrologium übernommen worden, dem Calendarium Carthaginense aus dem 6. Jahrhundert.
Dieses Kalendarium ist einzig durch die Abschrift des französischen Gelehrten Jean Mabillon überliefert, seine bereits damals stark beschädigte Vorlage ist schon lange verloren. Hier sind für den dritten Tag vor den Kalenden des September (III Kalendas Septembris, 30. August) drei Märtyrer, Felix, Eva und Regiola, eingetragen.
Diese Heiligen werden einer Gruppe von 50 Märtyrern aus Abitina in der römischen Provinz Africa proconsularis zugeordnet. Bei den Märtyrern von Abitina handelt es sich um die bekannteste Gruppe der Märtyrer der heiligen Bücher.
Die Übernahme der Verehrung der Märtyrer von Abitina in Zürich scheint im 8. Jahrhundert noch kein hohes Alter besessen zu haben, ihre Namen fehlen in anderen Martyrologien der Zeit, etwa bei Hrabanus Maurus. Die Berufung auf eine übernatürliche Mitteilung ihrer Legende (die Erleuchtung des Mönches Florentinus durch den Heiligen Geist) ist dazu geeignet, Fragen nach Alter und Echtheit der Überlieferung von vornherein auszuschliessen. Poeschel (1945) vermutet einen Zusammenhang mit der Regula-Kirche in Chur und schlägt vor, dass die Reliquien dieser Regula von Churrätien nach Zürich übergeführt und ihr danach in Anlehnung an das Calendarium Carthaginense der heilige Felix als Bruder beigesellt wurde.
Für die Diskrepanz zwischen den Daten wurde vorgeschlagen, dass sie durch einen Abschreibfehler entstanden sei, also Verschreibung der Abkürzung Kl als Id, so wäre aus III Kl. Sept. (30. August) III Id. Sept. (11. September) geworden.

## Darstellung der Heiligen

### Auf Siegeln

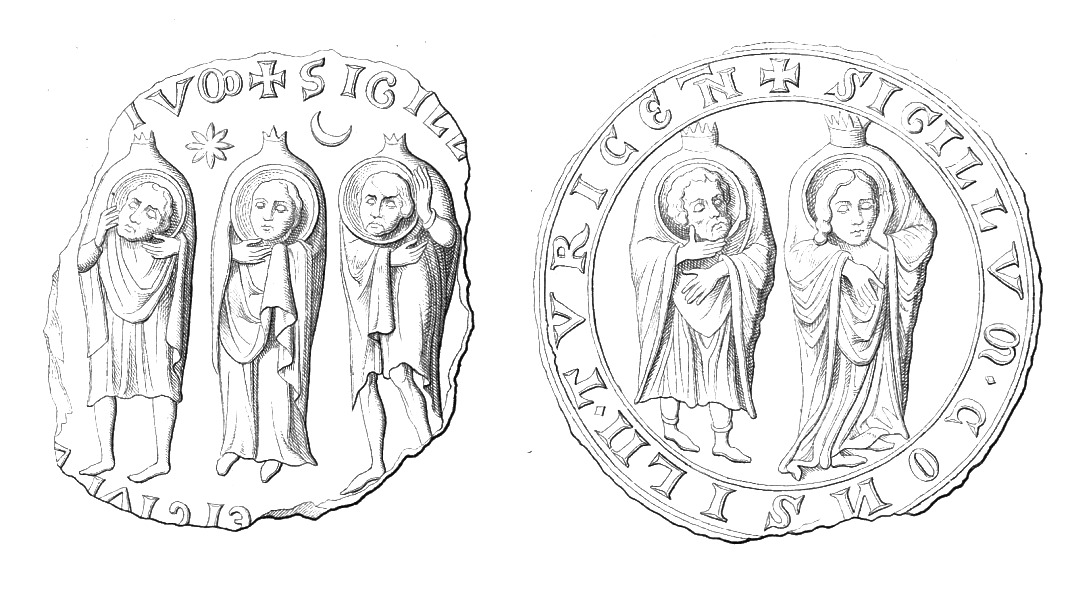
Die ältesten Stadtsiegel Zürichs, beide aus dem Jahr 1225, zeigen einmal drei, einmal nur zwei enthauptete Schutzheilige

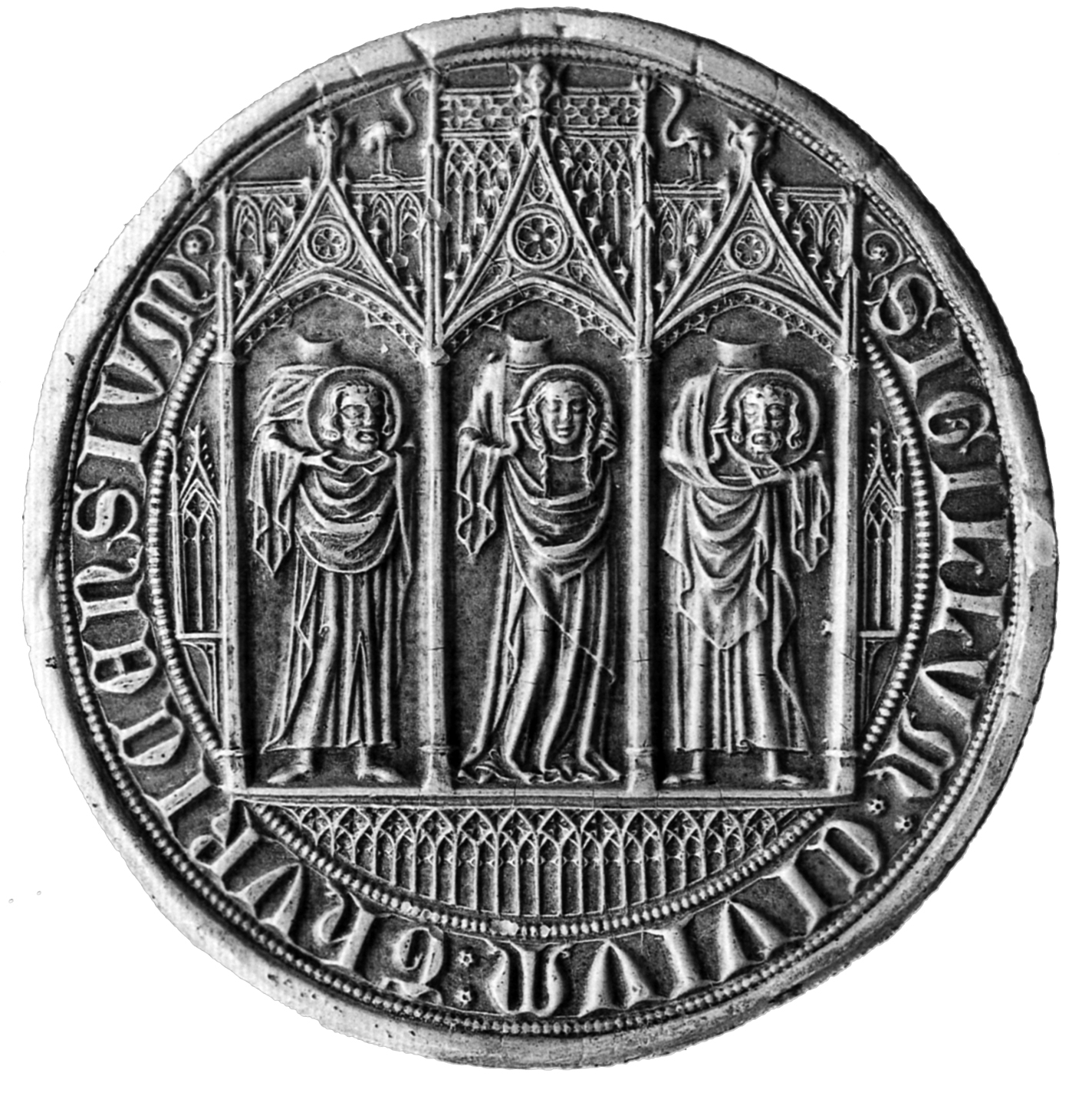
Felix, Regula und Exuperantius auf dem Stadtsiegel von 1347/48

Durch das gesamte Mittelalter hindurch wurden verschiedene Siegel mit den Heiligenmotiven versehen. Eines der ersten wurde 1224 im Fraumünster hergestellt und wird der Äbtissin Adelheid von Murghart zugeschrieben, obschon ihr Name nicht auf dem Siegel steht. Typisch für die Fraumünster-Siegel aus dieser Zeit sind die spitzovale Form und ein Bild mit den Köpfen Felix und Regulas sowie einer knienden Äbtissin darunter und der Hand Gottes an oberster Stelle. Im Jahr 1258 verwendete man erstmals ein anderes Motiv: die Heiligen von der Seite gezeichnet, und sie halten ihre Häupter in Händen. Abermals findet sich eine kniende Äbtissin unterhalb der Szene. Diese Darstellung wurde in der Folge bestimmend für alle weiteren Siegel des Fraumünsters. Sie findet sich unter anderem auch in demjenigen der Elizabeth von Spiegelberg (1298) und dem der Elizabeth von Matzingen (1308). In den folgenden Jahrzehnten wurden die Darstellungen immer detailreicher und aufwendiger gestaltet.

### Auf Münzen

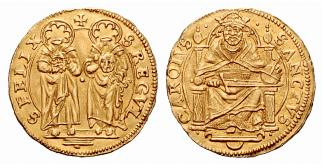
Zürcher Dukat aus dem 17. Jahrhundert. Das Motiv auf der Vorderseite zeigt die Heiligen Felix und Regula, auf der Rückseite ist Karl der Grosse abgebildet.

Die früheste Darstellung der Stadtheiligen auf Münzen findet sich auf einem Denar zur Amtszeit Kaiser Heinrichs II. (HRR), von dem lediglich ein Stück in Stockholm gefunden wurde. Auf der Rückseite sind die Buchstaben FELIX (REG) VL (A) eingraviert. Die vordere Seite mit der Abbildung ist nicht erkennbar.
Ab dem 13. Jahrhundert wurde der Kopf von Felix für die folgenden hundert Jahre auf dem Zürcher Pfennig verwendet. Der Kopf steht für sich allein, ohne Name oder Heiligenschein. Dass es sich um den heiligen Felix handeln muss geht aus Siegelbildern des Heiligen hervor, die zur gleichen Zeit entstanden. Die periodischen Münzerneuerungen erforderten jeweils auch eine Änderung im Münzbild. So gibt es zwischen dem zweiten Viertel des 13. Jahrhunderts und dem Beginn des 14. Jahrhunderts neun verschiedene Pfennigtypen. Bei einigen schaute Felix nach rechts, bei anderen wiederum nach links. Ebenfalls uneinheitlich zeigt sich der Stadtname, der sowohl in lateinischer (TURICUM) als auch in deutscher Sprache (ZVRICH) vorhanden ist. Auf einem Pfennig wurde er zudem rückwärts geschrieben. In den folgenden Jahren wurde Felix durch Abbildungen der Fraumünsteräbtin und der Stadtherrin ersetzt.
Mit dem Aufkommen der grossen Silbermünzen der Neuzeit wurden Motive der Heiligen wieder verwendet. Münzen von 1504 und 1505 zeigen Felix und Regula mit abgetrennten Köpfen und Heiligenscheinen. Zu ihren Füssen liegt das Stadtwappen, und auf der rechten und linken Seite sind die Namen eingraviert. Der älteste Zürcher Taler aus dem Jahr 1512 wurde nach dem Vorbild eines Siegels aus dem 14. Jahrhundert geschaffen. Erstmals zeigte er alle drei Stadtheiligen auf einer Münze vereint. Auf den Goldmünzen der gleichen Zeit wurde Karl der Grosse abgebildet, der Gründer des Grossmünsters.
Nach der Reformation wurden in Zürich wie in anderen reformierten Städten keine Heiligen mehr auf Münzen abgebildet.
Die Zürcher Taler, die zur Zeit Bullingers von Jakob Stampfer geschaffen wurden, sind rein heraldisch gestaltet, mit Stadt- und Reichswappen sowie den Wappen der Zürcher Vogteien. Später (17. Jh.) wurden auf Talern reformierter Städte gerne Stadtansichten abgebildet.
Dennoch fanden Felix und Regula Verwendung auf einem undatierten Zürcher Dukaten des 17. Jahrhunderts. Auf der Rückseite befand sich eine Abbildung Karls des Grossen. Zeitlich dürfte seine Prägung etwa im selben Rahmen liegen, in dem der Zürcher Theologe Johann Jakob Ulrich seine Schriften veröffentlichte. In ihnen setzte er sich stark für die Wiedereinführung der Heiligen auf Münzen ein. Seiner Meinung nach waren sie die ersten Vertreter des christlichen Glaubens in Zürich und verdienten als solche eine besondere Ehrung. Trotz seinem Einfluss als Verwalter des Grossmünsterstiftes verwendete der Dukaten als letzte Münze das Heiligenmotiv von Felix und Regula.

## Reformation und Gegenreformation

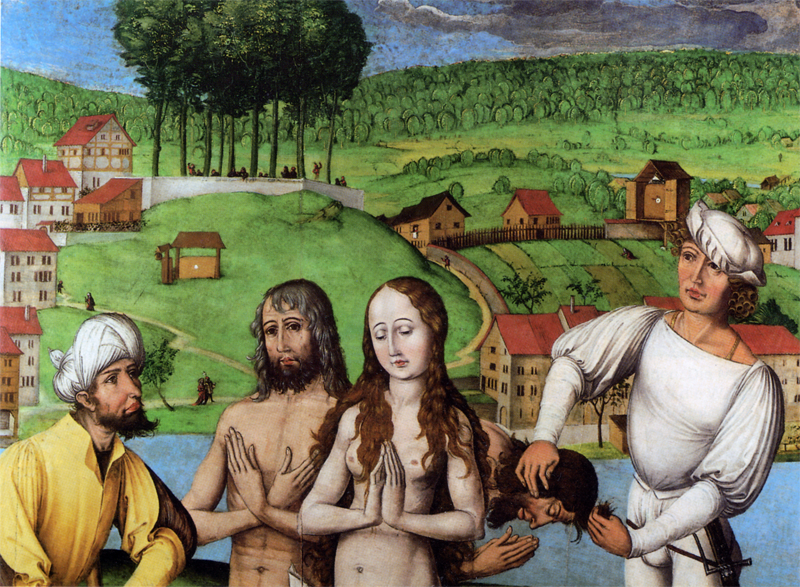
Ausschnitt aus dem geretteten Teil des Altarbilds von Hans Leu dem Älteren: Felix, Regula und Exuperantius, um 1500

Anders als in vielen weiteren Regionen, in denen die Reformation vonstattenging, geschah der Bildersturm, das heisst die Entfernung der Altäre, Bildwerke und des Kirchenschatzes, in Zürich relativ geordnet. Der Obrigkeit gelang es, die Bildergegner zu beschwichtigen und einen Sturm auf die Kirchen zu verhindern. Eine Ausnahme stellte die Revolte vom Pfingsttag des Jahres 1524 in Zollikon dar. Der Vorfall veranlasste den Rat dazu, schnell zu handeln. Gemäss einem ersten Beschluss sollten die Bilder aus den Kirchen entfernt, aber nicht zerstört werden. Das Traktandum wurde am 15. Juli erlassen. Vom 20. Juni bis zum 2. Juli erfolgte die Räumung der Kirchen hinter verschlossenen Türen. Mit der Aufgabe waren die drei Prediger Zwingli, Engelhart und Leo sowie ein Mann von jeder Zunft, der gesamte Rat und die Handwerker der Stadt, darunter Zimmerleute, Schlosser, Schmiede, Steinmetze und Hilfsarbeiter, beauftragt worden.
Die Gräber der Stadtheiligen waren von dieser ersten Aushebung noch nicht betroffen. Die Zürcher Kultstätte wurde erst am 12. Dezember 1524 auf das Geheiss der Stadträte aufgehoben. Offizielle Ratsakten zu diesem Vorkommnis fehlen, dennoch berichten zahlreiche zeitgenössische Autoren, darunter Gerold Edlibach und der Chronist Bernhard Wyss, von der Öffnung der beiden Särge.
Edlibach gehört zu der Minderheit der vornehmen Zürcher, die katholisch blieben und die Entwicklung mit Entsetzen verfolgten.
Wenige Tage später, am 17. Dezember, folgte der Abbruch des Felix-und-Regula-Altars. Im September 1525 beschloss der Rat daraufhin, auch die restlichen Kirchenschätze einzuziehen. Als Begründung gab man an, dass dieses Geld für die verursachten Kosten der Reformation gebraucht würde.
Das Stift des Grossmünster vermochte zwar einen kurzfristigen Aufschub zu erwirken, doch seine Intervention beim Stadtrat am 30. September brachte nicht die gewünschte Wende. Die knapp 30 (von 200) anwesenden Ratsherren beharrten auf ihren Forderungen. Am 2. Oktober vormittags um 7 Uhr erschien eine Ratsdelegation in der Sakristei der einstigen Grabstätte von Felix und Regula. Mit der Beschlagnahme der kirchlichen Güter verlor sich vorerst die Spur der Stadtheiligen im Grossmünster.
Das Heiligenbild, die fünf Altarbilder, welche ursprünglich im Auftrag des Grossmünsters Zürich für die Zwölfbotenkapelle erstellt wurden und die Legende von Felix und Regula und deren Martyrium verbildlichen, überstanden den Bildersturm nicht unversehrt. Heute bekannt unter dem Namen «Der Stadt Zürich Conterfey», sind alle fünf im Schweizerischen Landesmuseum in Zürich zu betrachten. Aufgrund ihres – ehemaligen – Goldgrundes wird angenommen, dass es sich um Altarbilder handelt. Auch die Möglichkeit einer – verschollenen – sechsten Tafel ist daher nicht ausgeschlossen.

## Die Reliquien

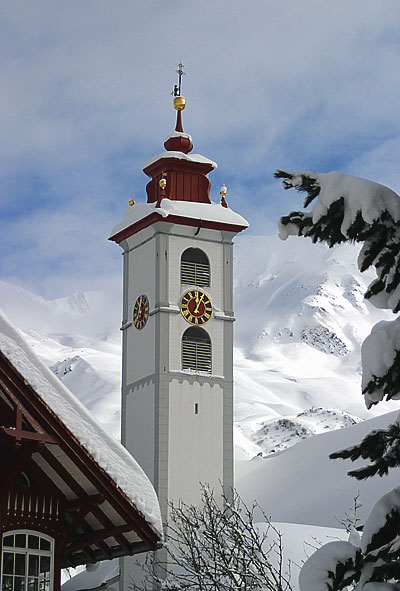
Die Pfarrkirche St. Peter und Paul in Andermatt, in der die angeblichen Häupter von Felix und Regula aufbewahrt werden

Nach der Grabräumung im Sommer 1524 wurden die Reliquien der Heiligen zunächst noch im Grossmünster aufbewahrt.
Erst 1525, mit der Abschaffung der Messe und der Prozessionen in Zürich und der Räumung des Grossmünsters von altgläubiger Literatur wie Heiligenlegenden, wurden auch die Reliquien aus der Kirche entfernt. Sie wurden am 2. Oktober 1525 zunächst im Turm des Fraumünsters gelagert.
Dort wurden sie erst 1535 wiederentdeckt und wurden bestattet.
Die Häupter der Heiligen wurden nicht in den Särgen, sondern separat im Stiftsschatz des Grossmünsters aufbewahrt, gefasst in kostbare Kopfreliquiare. Auch diese Reliquien wurden am 2. Oktober 1525 aus dem Grossmünster entfernt und wurden dem Rat übergeben, der die Reliquiare verkaufen wollte. Das Protokoll der Übergabe erwähnt vier solche Reliquiare, S. Felix houpt bild obenusshin silberin, S. Reglen haupt, S. Exuperantzen haupt, S. Placidus haupt. Interessant für den weiteren Verbleib der Schädelreliquie des heiligen Felix ist die Formulierung houpt bild, die möglicherweise andeutet, dass dem Rat nur die Reliquie ohne den Schädel übergeben wurde.

### Erhaltene Reliquien
Teile zweier Rippen der Heiligen wurden bereits im 10. Jahrhundert auf Veranlassung von Herzog Hermann (926–949) nach Einsiedeln überführt. Diese Reliquien sind erhalten, Teile davon wurden von Abt Benno Gut am 17. November 1949 der neu entstandenen römisch-katholischen Pfarrei St. Felix und Regula geschenkt.
Die Häupter der beiden Heiligen sollen 1525 von altgläubigen Zürchern versteckt und aus der Stadt geschmuggelt worden sein. Sie werden heute angeblich in der Sakristei der Pfarrkirche zu Andermatt aufbewahrt.
Die älteste bekannte Nachricht ist auf das Jahr 1648 datiert. Ihr zufolge erhielt die Jagdmattkapelle in Erstfeld eine Haarreliquie von Regula als Geschenk aus Andermatt. Das Beglaubigungsschreiben, das von Pfarrer Nicolaus Thong ergänzt in einer Abschrift in der Kapelle vorangebracht ist, hält fest, dass die Reliquie in einem Sarg gefunden wurde, welchen die Einwohner von Ursern 1525 von Zürich heimlich erhalten haben. Angeblich sei dieser zuvor in der Stadt versteckt gewesen, bis Zwingli von ihm erfuhr. Daraufhin wurde der Sarg dem sich damals in Zürich aufhaltenden Urserer Hansli Benet anvertraut, der ihn mit nach Andermatt nahm. In den folgenden Jahren befand er sich in der Obhut diverser Fürsten, die ihn auf ihren Schlössern verwahrten.
Die Geschichte des Sarges wird in einem Protokoll von 1688 neu aufgegriffen, laut dem er zu dieser Zeit in Andermatt im Beisein kirchlicher und weltlicher Vertrauensmänner geöffnet wurde. Der Schreiber Cristoph Christen berichtet, dass sich nebst den Reliquien anderer Heiliger auch die Häupter von Felix und Regula darin befanden. Der Sarg wurde daraufhin wieder verschlossen und blieb weitere 80 Jahre der Öffentlichkeit verborgen. Erst 1730 orderte der Rat von Ursern an, zwei Schaukästen für die Häupter der Heiligen anzufertigen und sie auf dem 1716 von Jodocus Ritz erstellten Hochaltar dem Volk zur Betrachtung auszustellen.
1950 wurde ein fünf Zentimeter grosses Stück aus dem Bereich des Hinterhaupts des Felix-Schädels herausgeschnitten. Es wurde ebenfalls der neuen römisch-katholischen Pfarrei in Zürich-Hard geschenkt.

### Untersuchung der Reliquien
Im Jahr 1988 wurden die beiden in Andermatt aufbewahrten Schädel untersucht.
Dabei wurde festgestellt, dass nur der als Haupt des Felix verehrte Schädel vollständig erhalten ist, der «Schädel» der Regula dagegen besteht aus einem Lindenholzkörper, der mit Schädelfragmenten bestückt ist.
Die 14C-Datierung ergab, dass es sich bei den der Regula zugeordneten Reliquien um Schädelfragmente von zwei Individuen aus der Römerzeit handelt. Der Felix zugeordnete Schädel dagegen ist ein männlicher Schädel aus dem 11. oder 12. Jahrhundert.
Die Oberfläche des Schädels ist kaum angewittert, auch dünnwandige Stellen wie beispielsweise die Augenhöhlen sind vollständig erhalten. Die Knochensubstanz ist aussergewöhnlich hart, was darauf hinweist, dass das Haupt von Felix weniger als zwei Jahrhunderte im Boden ruhte und demnach wohl bereits zu Beginn des 13. Jahrhunderts Eingang in die Reliquiensammlung fand.
Eine kleine Öffnung im hölzernen Schädel der Regula fand sich weiter im Halswirbel, an dem Spuren von Gewalteinwirkungen sichtbar sind.
Es wurde aber nachgewiesen, dass es sich um den Halswirbel eines Schweines handelt. Die Anwesenheit des Halswirbels, der als Hinweis auf die Enthauptung der Heiligen mit dem Schädel aufbewahrt wurde, wird dennoch als Hinweis auf die «Echtheit» der Reliquie gewertet in dem Sinne, dass die in Andermatt aufbewahrte Reliquie derjenigen entspricht, die 1525 aus dem Grossmünster entfernt wurde. Gerade auch der fragmentarische Schädel der Regula deutet auf eine lang andauernde Verehrung, während bei einer katholischen «Fälschung» aus dem 17. Jahrhundert wohl eher auch für Regula ein intakter Schädel gewählt worden wäre.
Laut dem Untersuchungsbericht von 1988 befand sich die Felix-Reliquie bereits vor ihrer ersten Erwähnung 1688 in Uri, da sie vor 1676 im Kloster Attinghausen neu gefasst wurde. Es dürfte sich dabei um die Reliquie handeln, die seit dem 13. Jahrhundert als Schädel des Exuperantius verehrt wurde. Bei den Schädelfragmenten der Regula-Reliquie könnte es sich durchaus um Reste von zwei Individuen aus einem Zürcher Gräberfeld aus der Römerzeit handeln, allerdings nicht um Zeitgenossen, das eine Fragment stammt aus dem 2. Jh. v. Chr., das zweite aus dem 3. oder 4. Jh. n. Chr.
Der Schädel von Felix erwies sich bei der Untersuchung als nahezu vollständig und gut erhalten, wobei jedoch der gesamte Unterkiefer fehlte. Am hinteren Teil des rechten Scheitelbeins fehlte zudem die 1950 herausgesägte Knochenscheibe. Auf der Schädelunterseite schräg links hinter der Austrittsstelle des Rückenmarks am Hinterhauptbein war ein kleines Knochenstück herausgebrochen. Die Gelenkwalzen für die bewegliche Verbindung zwischen Kopf und Wirbelsäule erwiesen sich als zerstört, ob auf natürliche Weise, durch Zersetzung oder durch künstlichen Eingriff war nicht festzustellen. Auf beiden Seiten an den Warzenfortsätzen waren hingegen Spuren einer absichtlichen Beschädigung festzustellen. Die ursprünglich kräftigen Fortsätze sind symmetrisch in zwei Ebenen von aussen oben nach unten innen an ihrer Basis abgesägt.
Quer über dem Hinterhaupt klebt ein ungefähr elf Zentimeter langer Papierstreifen mit einer Aufschrift aus Tusche. Wahrscheinlich führte er ursprünglich als geschlossenes Band um den ganzen Schädel herum, das mitten im Text entzweigerissen worden ist. Die noch vorhandenen Wörter lauten: Anno 312 Caput S. Felicis Martyris ex Thebae oder 30. Legion. Tyguri martyrizati.
Unter dem Papierstreifen und hinter dem Loch im Hinterhaupt war ein Siegel befestigt. In der Mitte steht der Erzengel Michael auf einem Lindwurm mit ausgebreiteten und gespreizten Schwingen und einem Speer in der Hand, den er dem Ungeheuer in den Rachen stösst. Auf der rechten Hälfte sind die Buchstaben «…en Engel» auszumachen. Bei dem Siegel handelt es sich wahrscheinlich um eines aus dem Kapuzinerinnenkloster in Attinghausen bei Altdorf. Ein gleiches Exemplar hängt an einem Aussteuerbrief von 1644 aus dem Kloster und ist mit der Aufschrift «Zuo allen Heiligen Engeln» gekennzeichnet. Das Kloster brannte 1676 vollständig nieder, woraufhin ein neues in Altdorf gebaut wurde. 1677 weihten die Nonnen das neue Kloster St. Karl ein. Es ist anzunehmen, dass die Schädel von Felix und Regula jenen Frauen anvertraut wurden, um sie zu überarbeiten. Dabei kennzeichnete man sie mit dem aus dem alten Kloster geretteten Siegel, wobei nur der Abdruck auf Felix’ Kopf erhalten geblieben ist.
Die Befunde am Gebiss weisen darauf hin, dass er zwischen dem 20. und dem 40. Lebensjahr verstarb. Dem entspricht auch der Zustand der Schädelnähte. Sie zeigen weder auf der Innen- noch auf der Aussenseite eine beginnende Verschmelzung, was ein Ableben zwischen 25 und 35 am wahrscheinlichsten macht. Proportionen, Masse und Konturen entsprechen weitgehend anderen Funden, die aus zahlreichen Grabungen in Zürich aus dem Früh- und Hochmittelalter bekannt sind.

## Manuskriptquellen der Felix-und-Regula-Legende
- Zürich, Zentralbibliothek, MS A 118, ausführliche deutschsprachige Prosafassung des Martin von Bartenstein, datiert zw. 1480 und 1520
- Heidelberg, cpg111 f2r–41v, alemannische Prosafassung, Digitalisat online
- Berlin, mgq 190, f114r–126v, alemannische Prosafassung
- Berlin, mgo 484, f163r–173r, schwäbische Prosafassung

## Patrozinien
- St. Felix und Regula (Zürich-Hard)
- St. Felix und Regula (Wattwil)
- St. Felix und Regula (Thalwil)
- St. Felix und Regula (Rheinfelden-Nollingen)
- St. Felix und Regula (Schwarzenbach), siehe Wangen im Allgäu
- St. Felix und Regula (Zogenweiler), siehe Zogenweiler